# Nagyabony
Nagyabony (1899-ig Nagy-Abony, majd Nemesabony, újabban ismét Nagyabony; szlovákul Veľké Blahovo, korábban Veľký Aboň) község Szlovákiában, a Nagyszombati kerületben, a Dunaszerdahelyi járásban.

## Fekvése
Dunaszerdahelytől 2 km-re északnyugatra fekszik. Keresztül folyik területén a Kis Duna Tőkési ága, amely egyaránt alkalmas halászatra és üdülésre.

## Története
A mai falu területe évszázadokon át mocsaras, nádas terület volt.
A község azon a földön keletkezett, amelyet III. István király adományozott Csehországból érkezett telepeseknek. 1162-ben "terra Oboni" alakban említik először. Később "Fulobon, Csukár-Nagy Abony, Felabony, Nemesabony, Csallóköz-Abony" néven szerepel az írott forrásokban. Neve az ősi magyar Aba személynévből származik. Lakói Pozsony várának várjobbágyai voltak, akiknek II. András kiváltságokat adott, melyeket 1236-ban IV. Béla is megerősített. 1240-ben és 1256-ban a 3 falura terebélyesedett Abony a szintén három vagy kéthelyes Karcsaiakkal állott perben. 1298-ban Felabonyban III. András 300 holdat Olgyay András fia Péter mesternek adományozott Rajna menti hadakozásoknál szerzett érdemeiért. Ugyanezen hadakozások során szerzett érdemeikért 1299-ben III. András király Felabony várjobbágyait is nemesi rangra emelte.
1312-ben Sikeabony területén birtokosaik megosztoznak. 1332-ben már három Abony nevű falu létezett a község területén az esztergomi káptalan oklevele szerint. 1336-ban és 1346-ban Csukárabonyt említik. Az 1354-ben tartott vizsgálat során, melyben az Olgyai család magvaszakadása utáni birtokügyeket próbálták tisztázni, egy Rény nevű területet foglaltak el, mely ellen többen tiltakoztak. Felabony nemeseit 1356-ban I. Lajos király is megerősíti azzal, hogy ellenség támadása esetén kötelesek hadba vonulni. 1360-ban több más helységgel Abonyt megkapják az óbudai Szt. Klára apácák. 1364-ben az abonyi nemesek pert vesztenek ellenük. 1380-ban I. Lajos Csukárabonyt, Nagyudvarnokot és Barlabást Pókatelki Miklós fia Jakabnak és testvéreinek, Jánosnak és Tamásnak adományozza. Ezt 1383-ban is megerősítik. 1425-ben Nagyabonyt 8 egyenlő részre osztják fel.
Története során több nemesi család birtoka volt (Csiba, Mórocz, Csomor, Rácz, Gazdagh, Rényi, Varga, Fehér, Nagy nagyabonyi közbirtokosok). Az Ordódy család kastélya 1760 és 1765 között épült, ma már nem látható. 1828-ban 131 házában 940 lakos élt, akik főként mezőgazdasággal foglalkoztak.
Vályi András szerint "Nagy Abony, magyar falu Poson Vármegyébe, fekszik Csallóközben Szerdahely mellett, lakosai katolikusok, Plébánusok is vagyon. Határja az előbbenihez hasonló, ’s javai is, első osztálybéli."
Fényes Elek szerint "Abony (Nagy), magyar falu, Pozson vgyében, Szerdahelyhez egy fertálynyira: 519 kath., 2 evang., 358 ref., 28 zsidó lak., egy csinos úri lakházzal és kerttel, kath. paroch. templommal. Földjei termékenyek; rétje nem sok, de jó szénát terem. F. u. több közbirtokosok és nemesek; az igen régi Csiba család innen veszi eredetét. Ut. p. Somorja."
dr. Straub Éva szerint "A község határában volt Nádvár éppen a török harcok következtében pusztult el. (Nagy) Abony hajdan volt nemesi község a végvári rendszerhez csatlakozva folyamatos védelmi készültséges ellátva fontos katonai szerepet játszott."
A községnek 1895-től van vasútállomása és postahivatala.
A trianoni békeszerződésig Pozsony vármegye Dunaszerdahelyi járásához tartozott. 1938 és 1945 között Magyarországhoz tartozott.

## Népessége
| Év:            | 1994. | 2004.   | 2014.    | 2024.   |
| -------------- | ----- | ------- | -------- | ------- |
| Emberek száma: | 1200  | 1318    | 1533     | 1579    |
| Eltérés:       |       | +9,83 % | +16,31 % | +3,00 % |

| Év:            | 2023. | 2024.   |
| -------------- | ----- | ------- |
| Emberek száma: | 1588  | 1579    |
| Eltérés:       |       | -0,56 % |

1910-ben 999, túlnyomórészt magyar anyanyelvű lakosa volt.
2001-ben 1242 lakosából 1068 magyar és 125 szlovák volt.
2011-ben 1448 lakosából 1071 magyar és 307 szlovák volt.
2021-ben 1589 lakosából 1053 (+37)magyar, 353 (+18) szlovák, 18 (+29) cigány, 2 ruszin, 17 egyéb és 146 ismeretlen nemzetiségű volt.

## Nevezetességei
- A Szentháromság tiszteletére szentelt római katolikus temploma 1761-ben épült, a 20. század elején átalakították. Főoltárképe 1883-ban készült.
- A templommal szemben, az út túlsó oldalán egy 18. századi eredetű, háromszög alaprajzú kápolna áll.

## Híres emberek
- Itt született 1764-ben Bihari János zeneszerző, hegedűművész. Emlékére a környék magyar lakossága évente szabadtéri ünnepséget tart.
- Itt hunyt el Prielle Péter (1838-1915) színész, rendező.
- Itt született 1858-ban Fehér Gyula római katolikus pap, pápai prelátus, esztergomi nagyprépost, felsőházi tag.
- Itt szolgálhatott Horváth Mihály Imre (1809-1878) magyar történész, katolikus címzetes püspök Csanádon, a Magyar Történelmi Társulat elnöke.
- Itt élt Šuranová Kucman Éva (1946-2016) olimpiai bronzérmes magyar-szlovák atléta, távolugró.